# Ce-mi doresc de Crăciun
Ce-mi doresc de Crăciun (All I Want for Christmas) este un film de Crăciun american din 1991 regizat de Robert Lieberman. În rolurile principale joacă actorii Leslie Nielsen, Lauren Bacall și Thora Birch.

## Prezentare
Doi copii plănuiesc ca de Crăciun să-și reunească părinții înstrăinați.

## Distribuție
- Harley Jane Kozak ...  Catherine O'Fallon
- Jamey Sheridan ...  Michael O'Fallon
- Ethan Randall ...  Ethan O'Fallon
- Thora Birch ...  Hallie O'Fallon
- Kevin Nealon ...  Tony Boer
- Leslie Nielsen ...  Santa
- Andrea Martin ...  Olivia
- Lauren Bacall ...  Lillian Brooks
- Amy Oberer ...  Stephanie
- Renée Taylor ...  Sylvia
- Felicity LaFortune ...  Susan
- Camille Saviola ...  Sonya
- Josh Keaton ... Brad
- Michael Alaimo ...  Frankie

## Lansare
Filmul a avut premiera la 8 noiembrie 1991 în Statele Unite. A fost lansat pe DVD la 5 octombrie 2004.